# Цихісопелі
Цихісопелі (груз. ციხისსოფელი) — село в Грузії.
За даними перепису населення 2014 року в селі проживає 8 осіб.